# Lamyropsis microcephala
Lamyropsis microcephala là một loài thực vật có hoa thuộc họ Asteraceae. Loài này chỉ có ở Ý.
Môi trường sống tự nhiên của chúng là thảm cây bụi kiểu Địa Trung Hải. Chúng hiện đang bị đe dọa vì mất môi trường sống.

## Hình ảnh

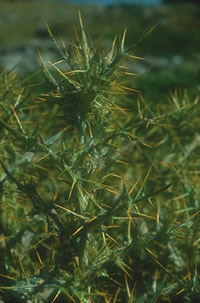